# Olympische Jugend-Sommerspiele 2010/Teilnehmer (Bulgarien)
| Gelbes Symbol für Goldmedaillen mit stilisierten Olympischen Ringen | Graues Symbol für Silbermedaillen mit stilisierten Olympischen Ringen | Braundes Symbol für Bronzemedaillen mit stilisierten Olympischen Ringen |
| ------------------------------------------------------------------- | --------------------------------------------------------------------- | ----------------------------------------------------------------------- |
| 2                                                                   | —                                                                     | 1                                                                       |

Die Jugend-Olympiamannschaft aus Bulgarien für die I. Olympischen Jugend-Sommerspiele vom 14. bis 26. August 2010 in Singapur bestand aus 21 Athleten.

## Athleten nach Sportarten

### Bogenschießen
Jungen
- Teodor Todorow
Einzel: 9. Platz
Mixed: 17. Platz (mit Farida Tukebajewa  Kasachstan)

### Boxen
Jungen
- Denislaw Suslekow
Federgewicht: 4. Platz

### Gewichtheben
| Mädchen - Bojanka Kostowa Leichtgewicht: Gold | Jungen - Georgi Schikow Schwergewicht: Gold |

### Judo
Mädchen
- Joana Damjanowa
Klasse bis 44 kg: 5. Platz

### Kanu
Jungen
- Boris Nedjalkow
Kajak-Einer Sprint: 14. Platz
Kajak-Einer Slalom: DNF (Hoffnungslauf)

### Leichtathletik
| Mädchen - Karin Okolie 200 m: 5. Platz - Galina Nikolowa Hochsprung: 4. Platz | Jungen - Georgi Dimitrow Hochsprung: 10. Platz - Georgi Zonow Dreisprung: Bronze |

### Moderner Fünfkampf
| Mädchen - Beatriche Gentschewa Einzel: 22. Platz Mixed: 18. Platz | Jungen - Dojtscho Iwanow Einzel: 18. Platz Mixed: 18. Platz |

### Ringen
Mädchen
- Dschanan Manolowa
Freistil bis 60 kg: 4. Platz

### Rudern
| Mädchen - Teodora Geschewa - Petja Mawrowa Zweier: 10. Platz | Jungen - Teri Georgiew - Weselin Rusinow Zweier: 7. Platz |

### Schießen
Jungen
- Solomon Borisow
Luftpistole 10 m: 19. Platz

### Schwimmen
| Mädchen - Christina Muntschewa 50 m Freistil: 28. Platz 100 m Freistil: 44. Platz | Jungen - Latschesar Schumkow 100 m Brust: 14. Platz 200 m Brust: 14. Platz |

### Turnen

#### Rhythmische Sportgymnastik
Mädchen
- Anastasija Kisse
Einzel: 5. Platz